# Carl-Erik Svensson
Carl-Erik Svensson (Göteborg, 20 februari 1891 - Stockholm, 9 november 1978) was een Zweeds turner.
Svensson won tijdens de Olympische Zomerspelen 1912 in eigen land de gouden medaille met de Zweedse ploeg in de landenwedstrijd Zweeds systeem.

## Olympische Zomerspelen
| Jaar | Plaats    | Resultaten          |
| ---- | --------- | ------------------- |
| 1912 | Stockholm | team Zweeds systeem |